# ألفرد إيفرز
ألفرد إيفرز هو سياسي بلجيكي، ولد في 13 مايو 1935 في بلجيكا، وتوفي بنفس المكان في 19 نوفمبر 2018. حزبياً، نشط في Perspectives. Freedom. Progress. ‏. وقد انتخب عضو مجلس الشيوخ البلجيكي وانتخب عضو البرلمان والون وانتخب عضو مجلس النواب من بلجيكا.